# Kristóffy János
Kristóffy János (Makó, 1827. október 25. – Makó, 1903. december 28.) székeskáptalan, címzetes kanonok. Testvére, Kristóffy József Csanád megyei főjegyzőként és a darabont-kormány belügyminisztereként volt ismert.

## Életpályája
Szülei: Kristóffy János és Cziegeldrum (Czigltrum) Julianna voltak. A gimnáziumot Szegeden végezte el. 1848-ban érettségizett. Visszatért Makóra, és beállt a pesti légióba. Katonaként, főhadnagyi rangban végigküzdötte a délvidéki harcokat. Titelnél megsebesült. A temesvári csata után fogságba esett; éjjel papnak öltözött és Róka József fogadta be. 1849–1853 között elvégezte a temesvári szemináriumot. 1853. augusztus 14-én szentelték pappá. Segédlelkész volt Tornyán, Pécskán, Német-Szent-Péteren, majd újból Tornyán. 1863-ban lett plébános Szajánban. 1885-ben Apátfalván volt megyés püspök. 1894-ben csanádi székesegyházi kanonokká nevezték ki. 1899-ben Makón lett megyés püspök. 1900-ban apát lett.
Sírja és emléktáblája a Szent Anna-kápolnában található.

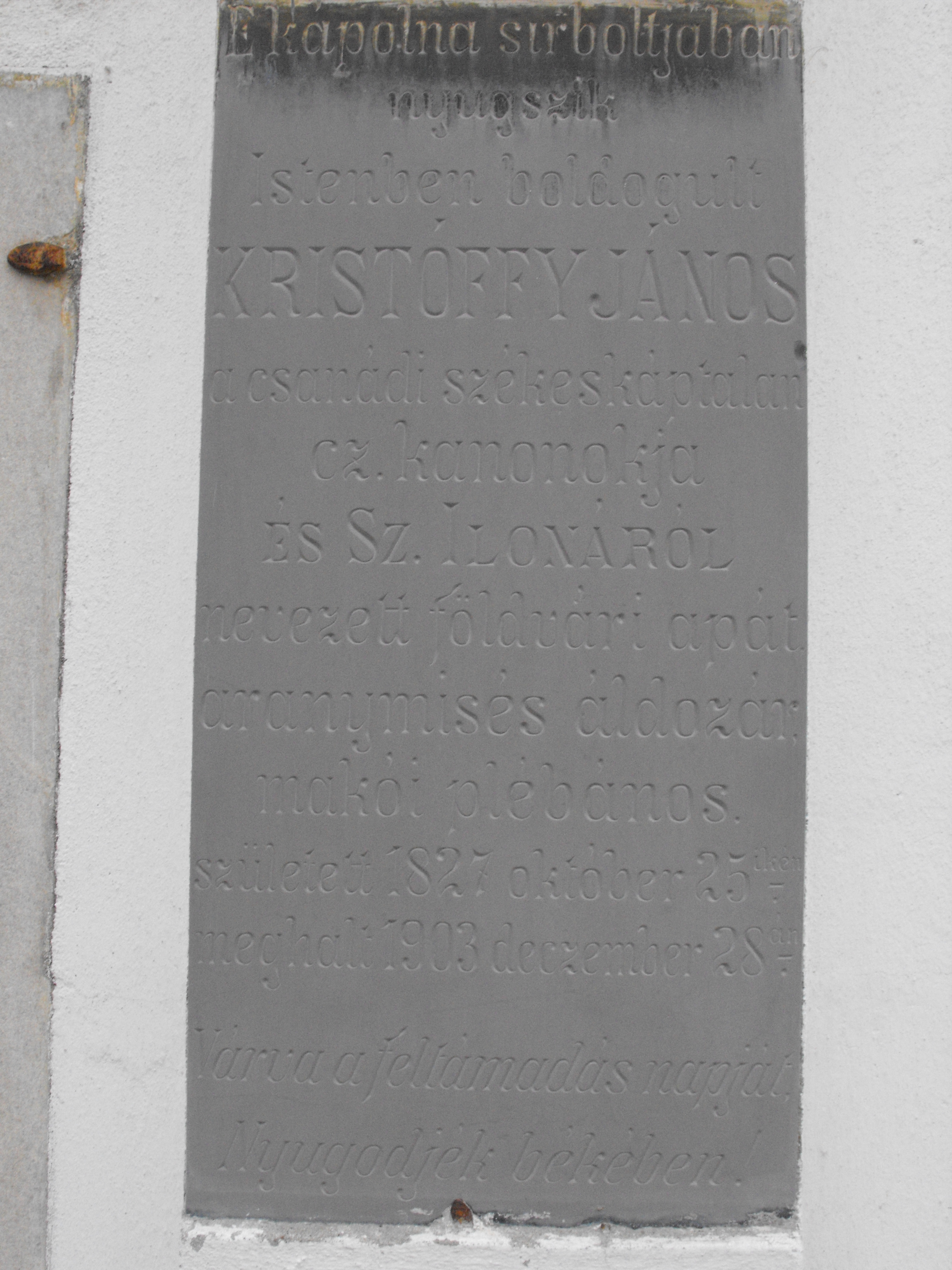
Kristóffy János kanonok, székeskáptalan, plébános emléktáblája Makón